# HD97394
HD97394 — хімічно пекулярна зоря спектрального класу A5, що має видиму зоряну величину в смузі V приблизно  8,8.
Вона  розташована на відстані близько 1230,8 світлових років від Сонця.

## Пекулярний хімічний склад
Зоряна атмосфера HD97394 має підвищений вміст 
Eu
.